# Спасское (Рождественское сельское поселение)
Спа́сское — село в Собинском районе Владимирской области России, входит в состав Рождественского сельского поселения.

## География
Село расположено в 17 км на северо-запад от центра поселения села Рождествено и в 47 км на северо-запад от райцентра города Собинка.

## История
Церковь в селе построена была в первый раз в 1661 году и освящена в честь Преображения Господня; эта церковь была деревянная и холодная; в 1711 году была построена теплая, деревянная церковь с престолом — в честь Покрова Пресвятой Богородицы. В 1779 году, вместо деревянной Покровской церкви, помещица Екатерина Ивановна Савёлова построила в селе каменную церковь, которая была освящена в воспоминание Сошествия Святого Духа на Апостолов; в ней были устроены приделы: в честь Покрова Богородицы и во имя святого пророка Илии. В 1855 году церковь эта была расширена и в ней устроен был теплый придел — в честь Преображения Господня; деревянная же Преображенская церковь была упразднена. В этом виде церковь существует и в настоящее время. Колокольня и ограда при церкви каменные. В 1896 году приход составляли: село Спасское и деревни: Топорищево, Лапушенки, Тюрикино, Межники, Васильки, Курицыно, Дашки, Новое, Пискутино, Матренино, Прокошиха и Негодяиха. Дворов в приходе 305, душ мужского пола 851, женского пола 1035 душ. В селе имелось земское народное училище
В конце XIX — начале XX века село являлось центром Спасской волости Юрьевского уезда.
С 1929 года село являлось центром Спасского сельсовета Юрьев-Польского района, с 1935 года — Небыловского района, с 1954 года — в составе Калитеевского сельсовета, с 1965 года — в составе Собинского района, с 1976 года — в составе Фетининского сельсовета, с 2005 года — в составе Рождественского сельского поселения. 

## Население
| 1859 | 1905 | 2002 | 2010 | 2021 |
| ---- | ---- | ---- | ---- | ---- |
| 483  | ↘470 | ↘78  | ↘4   | ↗14  |

## Достопримечательности
В селе находится недействующая Церковь Сошествия Святого Духа (1779—1855).